# Jenaer Erklärung
Die Jenaer Erklärung ist eine wissenschaftliche Stellungnahme, die das Konzept der „Rasse“ in Bezug auf Menschen hinterfragt und widerlegt. Sie wurde im September 2019 im Rahmen der 112. Jahrestagung der Deutschen Zoologischen Gesellschaft in Jena veröffentlicht. Die Erklärung wurde von führenden Wissenschaftlern aus den Bereichen Evolutionsforschung, Genetik und Zoologie verfasst und beeinflusst maßgeblich die bisher erfolglose Debatte um eine Streichung des Begriffs „Rasse“ aus dem deutschen Grundgesetz. Mit dieser Erklärung distanziert sich das Institut für Zoologie und Evolutionsforschung der Friedrich-Schiller-Universität Jena ausdrücklich von seinen Vorgängern aus dem 20. Jahrhundert, insbesondere vom umstrittenen Gelehrten und Evolutionsbiologen Ernst Haeckel, der eng mit der Universität Jena verbunden war und dessen Ideen des Rassismus und der Eugenik heute als wissenschaftlich unhaltbar und moralisch verwerflich gelten.

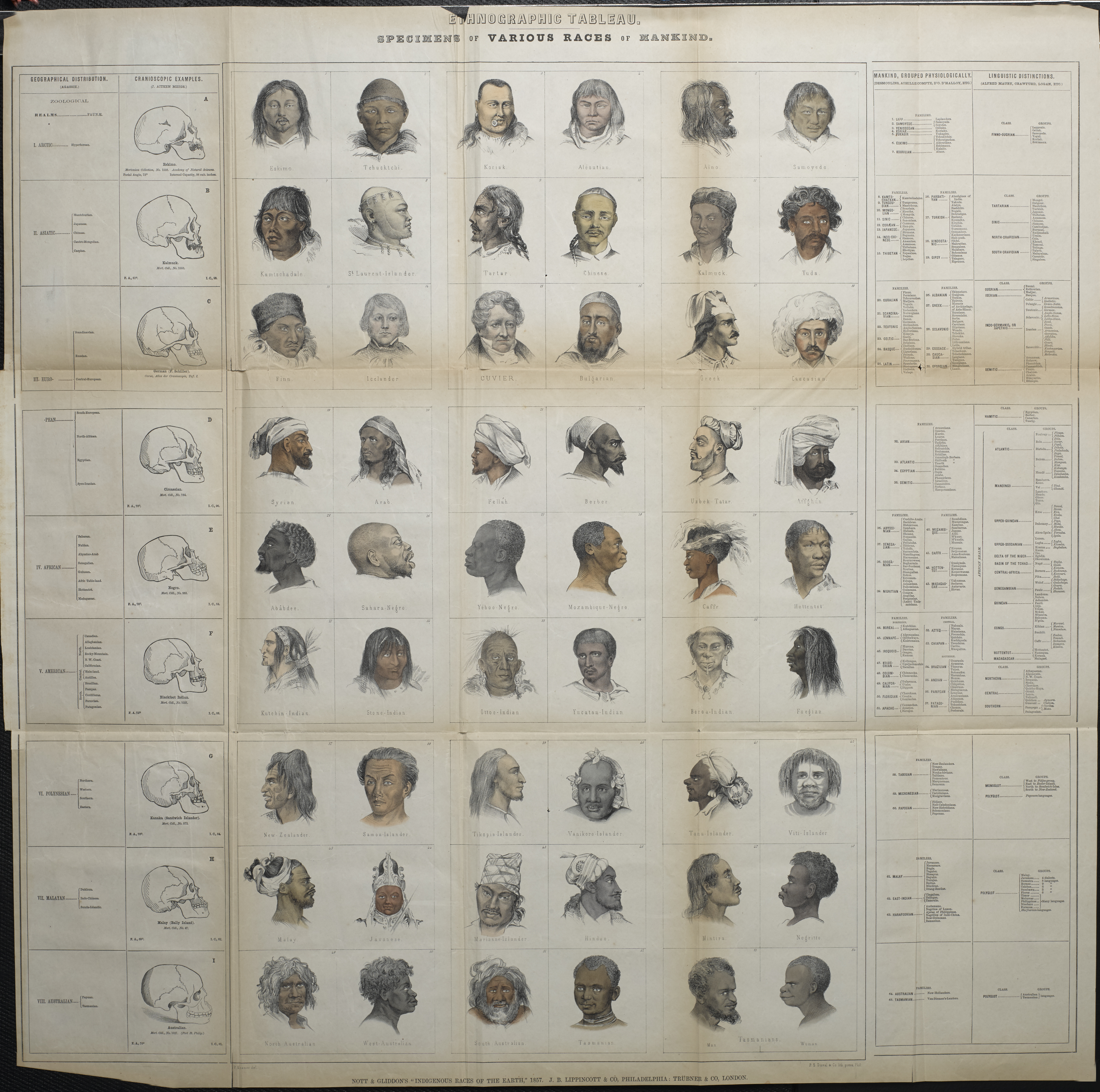
From Indigenous Races of the Earth by Josiah Clark Nott, an influential early 19th century race theorist who promoted polygenism and race supremacy

## Inhalt
Die Autoren der Erklärung, Martin S. Fischer, Uwe Hoßfeld, Johannes Krause und Stefan Richter untersuchten die Frage der angeblichen menschlichen „Rassen“ aus biologischer Sicht.
Die Jenaer Erklärung besagt, dass es beim Menschen keine „Rassen“ im biologischen Sinne gibt, weil die genetische Variation innerhalb menschlicher Populationen größer ist als die genetische Variation zwischen diesen Populationen, während bei Haustieren die genetische Ähnlichkeit innerhalb einer Haustier-Rasse größer als zwischen den Rassen ist.
Darüber hinaus sind die genetischen Unterschiede zwischen den Populationen kontinuierlich, da Menschen schon lange vor den großen Entdeckungs- und Eroberungsreisen der Europäer reisten und so Verbindungen zwischen geografisch weit voneinander entfernten Populationen herstellten. Äußere Merkmale wie die Hautfarbe, die für typologische Klassifizierungen oder im alltäglichen Rassismus verwendet werden, sind sehr oberflächliche und schnell veränderliche biologische Anpassungen an lokale Bedingungen. So gibt es im menschlichen Genom unter den 3,2 Milliarden Basenpaaren keinen einzigen Unterschied, der z. B. Afrikaner von Nicht-Afrikanern trennt. Es gibt also nicht nur kein einziges Gen, das „rassische“ Unterschiede begründet, sondern nicht einmal ein einziges Basenpaar.
Die Autoren kommen zu dem Schluss, dass das Konzept der „Rasse“ das Ergebnis von Rassismus und nicht dessen Voraussetzung ist. Seine Verwendung in der wissenschaftlichen Literatur und im gesellschaftlichen Diskurs führe häufig zu Missverständnissen und verstärke Vorurteile und Diskriminierung. Sie fordern daher, den Begriff „Rasse“  in Bezug auf Menschen nicht mehr zu verwenden, außer in historischen oder soziopolitischen Kontexten, in denen er als soziale Konstruktion und nicht als biologische Realität verstanden werden sollte. Sie argumentieren, dass die Verwendung des Begriffs in Bezug auf Menschen eine falsche Vorstellung von genetisch getrennten Gruppen hervorruft und dass es wichtig ist, diesen Mythos zu entlarven, um Rassismus zu bekämpfen.
Sie schließen die Erklärung mit einem Appell an Bildungseinrichtungen, Medien, Behörden und alle Bürger, den Begriff „Rasse“ zu überdenken und genetische Vielfalt und Menschlichkeit anstelle künstlicher und schädlicher Kategorisierungen zu betonen.

## Auswirkungen
Die Erklärung hatte erheblichen Einfluss auf die öffentliche Debatte und die Gesetzgebung in Deutschland, insbesondere auf die Diskussion über die Streichung des Wortes „Rasse“ aus dem Artikel 3 des Grundgesetzes.
2024 hat das Saarland in seiner Verfassung „seiner Rasse“ durch „aufgrund rassistischer Zuschreibungen“ ersetzt.
Die Verfasser der Jenaer Erklärung betonen, dass diese Änderungen nur ein Schritt auf dem Weg zur Überwindung von Rassismus sind und dass weitere Anstrengungen zur Prävention und Bekämpfung von Rassismus notwendig sind. Allein die Vermeidung des Begriffs in Bezug auf Menschen aus dem Sprachgebrauch und aus dem Grundgesetz werde den nach wie vor existierenden Rassismus nicht über Nacht beseitigen, sondern sei nur ein Schritt auf dem Weg zur Überwindung von Rassismus.
Die Erklärung führte auch zu einer Reihe von Veröffentlichungen im Bereich Bildung und Lernen. In dem Buch „Den Begriff 'Rasse' überwinden: die 'Jenaer Erklärung' in der (Hoch-)Schulbildung“ werden vielfältige Ideen und Konzepte zur Überwindung des Begriffs „Rasse“ angeboten. Die Jenaer Erklärung dient in dieser Publikation als Impuls für eine bundesweite Neuorientierung der (Hoch-)Schulbildung. Ein weiteres Beispiel ist die Publikation „Die 'Jenaer Erklärung gegen Rassismus' und ihre Anwendung im Unterricht“, in der konkrete Anwendungsbeispiele für die Einbindung der Jenaer Erklärung in den Schulunterricht vorgestellt werden.